# 仙台 - 村田・蔵王町線

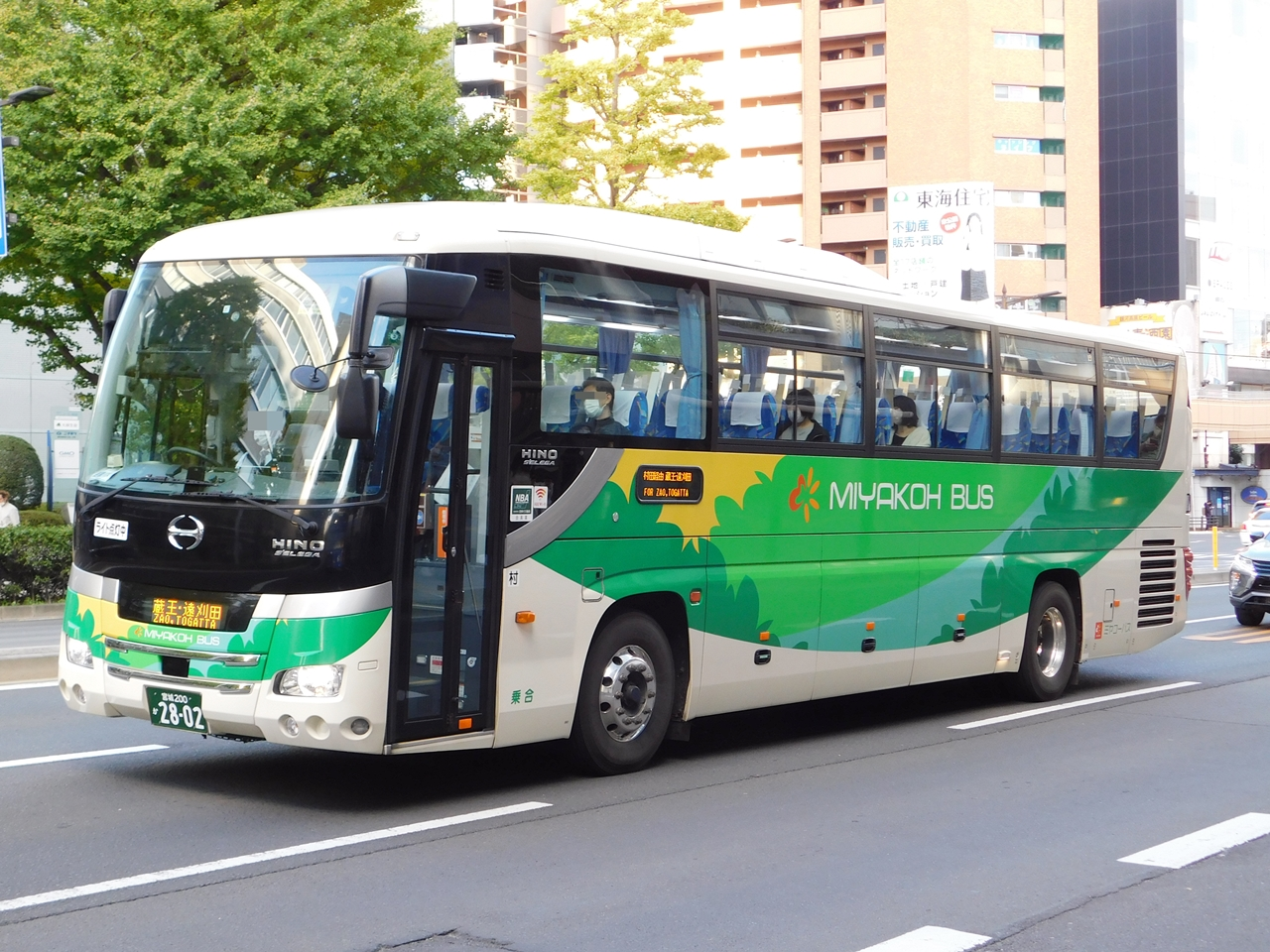
仙台 - 村田・蔵王町線

仙台 - 村田・蔵王町線（せんだい - むらた・ざおうまちせん）は、宮城県仙台市と宮城県刈田郡蔵王町を柴田郡村田町経由で結ぶミヤコーバスが運行する高速バス（特急バス）である。なお、ここでは前身路線である「仙台 - 村田線」（運行は宮城交通）についても記載する。

## 概要
仙台 - 村田・蔵王町線は、従来運行されていた仙台 - 村田線を「特急バスをぜひ蔵王まで延伸して欲しい」という蔵王町民の要望に応える形で路線延長されたものである。但し、延長時点で運行会社が宮城交通から子会社の宮交仙南バス（現・ミヤコーバス）に変わったため、厳密には「（宮城交通）仙台 - 村田線」廃止、「（宮交仙南バス）仙台 - 村田・蔵王町線」新設の形をとっている。
前身路線の仙台 - 村田線は、地域住民の利便性向上および南部地区在住社員の北仙台本社への通勤のために「特急バス」として運行していた。そのため、仙台方の起終点停留所は北仙台ターミナルであり、村田発便は朝のみ、仙台発便は夕方のみの2～3往復運行であった。なお、1990年代後半から2000年代前半にかけて、仙台 - 山形線の一部便の運行を宮城交通村田営業所で担当していたが、その時期には高速バス用車両の出入庫回送を兼ねた運用が組まれた。その後仙台南営業所が開設され、仙台 - 山形線の大半が同営業所の担当に変更されると、全便一般車両を使用するようになった（高速道を走行するため、使用する車両は限定されていた）。
また、2005年までは仙台市内と村田町内を長町・西多賀・茂庭経由で結ぶバス系統（秋保線）がいくつか設定されていたが、特急バスとスポーツランド菅生の系統以外は乗客が数えるほどしかなく、村田営業所の近くになると空気輸送状態であることがほとんどであった。そのため同年をもって特急バス以外の系統を全廃することになった。
特急バス自体も再編前は空気輸送の日も珍しくなく、相次ぐ仙台 - 村田間の路線バス廃止の影響を受けて特急バスも廃止されると見込まれていたが、蔵王延伸後はそれなりに乗客がついているようである。また、元来村田町民が鉄道への連絡に用いていた村田 - 大河原間の路線バスが毎時1本間隔から減便されたため、これに代わり村田町民の鉄道連絡の役割も兼ねている。

## 運行経路および停車停留所
東北学院大学前（※平日のみ） -  仙台駅前（旧・さくら野前33番のりば） - 広瀬通一番町 - （仙台西道路） - （仙台宮城IC） - （東北自動車道） - （村田IC） - 村田町役場前 - 村田町公民館前 - サテライト宮城前 - 平沢 - 蔵王病院前 - 蔵王町役場前 - 小妻坂 - 遠刈田温泉 - アクティブリゾーツ宮城蔵王

### 仙台 - 村田町時代の停留所一覧
太字は現在でも停車するバス停。
北仙台 - 宮城県仙台合同庁舎前 - 堤通雨宮町 - 二日町北四番丁 - 県庁市役所前 - 商工会議所前 - 電力ビル前 - 仙台駅前2番／28番 - 広瀬通一番町 - （仙台西道路） - （仙台宮城IC） - （東北自動車道） - （村田IC） - （村田町）小池 - 村田中学校前 - 村田町役場前 - 村田高校前 - 村田南町 - 願勝寺前 - 村田中央 - 荒町 - 村田営業所
かつては北仙台ターミナルがあったため仙台→村田の便に限り北仙台（本社）ターミナル発としていたが、北仙台ターミナルが廃止された後は全便北仙台発着となっている。また、以前は西道路・仙台宮城IC経由は1往復のみで、残りは北仙台 - 電力ビル前の各停留所と、市立病院前、新道西多賀、村田町内の各停留所、小泉を経由（仙台南IC利用）していた。仙台 - 村田時代の末期までは仙台駅通過で東二番丁直進のバスであった。
100円パッ区（当時）のエリア内を走行するにもかかわらず当路線は適用除外路線であったため、県庁市役所前～広瀬通一番町間のみを利用する場合でも旧運賃である初乗り170円の運賃設定がなされた。

## 運行回数
- 1日8往復（平日は3往復→2往復→7往復→6往復→8往復→10往復→8往復）。

初期は村田→仙台便を朝、仙台→村田便を夕方に設定していたが、現在は早朝から夕方までほぼ1～2時間に1本の割合で運行されている。

## 運賃
※2024年6月1日より。
- 仙台 - 村田町間：大人片道950円
- 仙台 - 蔵王町間：大人片道1,200円
- 仙台 - 遠刈田温泉間：大人片道1,400円
- 村田町 - 蔵王町間：大人片道360円（定期券の設定なし）
- 村田町 - 遠刈田温泉間：大人片道720円（定期券の設定なし）
  - 定期券の運賃については、公式サイト を参照のこと。

## 歴史
- 1983年（昭和58年）7月 - 村田町民の仙台方面への通勤・通学対策を目的とした仙台 - 村田線として開業。1日3往復。2005年12月までどの停留所でも乗降可能であった。
- 199x年 - 車両を観光車両に変更。一部便を遠刈田温泉まで延長。
- 2002年（平成14年）7月1日 - 往復割引を導入。仙台 - 村田間1,200円（片道1,090円）。 ※当時1日2往復。
- 200x年 - 車両を一般車両に変更、経路を全便仙台駅前（8番）・西道路・仙台宮城IC経由に変更。仙台駅前、広瀬通一番町を新設。市立病院前、新道西多賀を廃止。
- 2004年（平成16年） - 時刻変更。小泉経由を廃止。
- 2005年（平成17年）
  - 11月1日 - 仙台駅前のりばを8番ポールから2番ポールに変更。2番ポールは定期観光バスと特急村田行の専用バス停となった。
  - 12月1日 - 宮城交通から宮交仙南バスへ路線譲渡。蔵王町までの路線延長に伴い仙台 - 村田・蔵王町線になる。1日7往復。北仙台 - 二日町北四番丁、商工会議所前、広瀬通一番町及び村田町役場前以外の全村田町内停留所を廃止。村田町公民館前、平沢、蔵王病院前、蔵王町ございんホール前を新設（手続き上は宮城交通の仙台 - 村田線廃止、宮交仙南バスの仙台 - 蔵王町線新設）。この時点で乗客扱いが次のように変更になる。

|        | 仙台市内 |   | 村田町・蔵王町内 |
| ------ | -------- | - | ---------------- |
| 仙台発 | 乗車のみ | → | 降車のみ         |
| 蔵王発 | 降車のみ | ← | 乗車のみ         |

- 2006年（平成18年）
  - 4月1日 - 一部時刻改正。
  - 9月1日 - 遠刈田温泉（宮城蔵王ロイヤルホテル）まで路線延長。
- 2007年（平成19年）
  - 1月1日 - 宮交仙南バスが分離子会社の事業再編に伴ってミヤコーバス（旧：宮交気仙沼バス）へ事業譲渡されたことに伴い、同社に運行事業者を変更。
  - 4月1日 - 1日8往復に増便、蔵王町ございんホール前 - 遠刈田温泉間に「小妻坂」停留所を新設。日中の2往復を仙台 - 築館・栗駒線の間合い運用で栗駒営業所が担当。
  - 12月1日 - 時刻改正（本数増減なし）。村田町役場前/村田町公民館前 - 平沢間に、「サテライト宮城前」停留所を新設。
- 2008年（平成20年）
  - 8月1日 - 栗駒営業所の閉鎖に伴い、間合い運用便の担当が築館営業所に変更。
  - 10月16日 - 1日10往復に増便。あわせて燃料費等諸物価高騰のため、運賃を値上げ（2枚綴り回数券<旧・往復券>と定期券のみ。片道運賃は据え置き）。白石営業所担当便を村田駐在所に移管。
- 2009年（平成21年）4月1日 - 10枚綴り回数券を新たに設定。あわせて村田町内のルート変更および一部バス停の改称を実施。
- 2012年（平成24年）10月1日 - この日より、村田町内（村田町役場前、村田町公民館前）と遠刈田温泉（遠刈田温泉湯の町、宮城蔵王ロイヤルホテル前）間の乗降扱いを試験的に開始（2013年3月31日までの予定→同年9月30日まで延長。朝仙台行2便を除く）。村田町内 - 遠刈田温泉間の運賃は大人片道600円。
- 2013年（平成25年）
  - 10月1日 - 上記の村田町内と遠刈田温泉間の乗降扱いを本格実施。
  - 12月1日 - この日発売分の回数券より有効期限を設定（2015年3月31日まで、以降適宜更新）。
- 2014年（平成26年）4月1日 - 定期券運賃を改定[1]。
- 2015年（平成27年）
  - 3月16日 - 運賃改定[2]。
  - 12月6日 - 仙台駅前のりばを34番ポールから33番ポールに変更。
- 2016年（平成28年）
  - 10月10日 - この日の運行をもって、築館営業所の間合い運用が終了（仙台 - 築館・栗駒線の廃止による）。
  - 10月11日 - 平日に限り、村田町公民館始発県庁市役所前行1本を増便（廃止となった仙台 - 川崎町線の代替）[3]。
- 2018年（平成30年）4月1日 - 停留所名変更（「遠刈田温泉湯の町」→「遠刈田温泉」、「宮城蔵王ロイヤルホテル」→「アクティブリゾーツ宮城蔵王」）[4]。
- 2019年（令和元年）10月1日 - ICカード乗車券icsca導入、3か月・6か月定期券新設。これに伴い、紙の回数券（2回券・10回券）は9月30日で発売停止。また消費税増税に伴い、運賃改定[5]。
- 2020年（令和2年）
  - 4月6日 - 新型コロナウイルスの影響による利用者減少により、この日より当面の間2往復を減便[6]。
  - 4月25日 - この日より当面の間、さらに土休日の2往復を減便[7]。
  - 6月15日 - この日より一部便の運行を再開[8]。
- 2022年（令和4年）3月1日 - 運賃改定[9][10]。
- 2023年（令和5年）4月1日 - 東北学院大学五橋キャンパスの開学に伴い、仙台市内の起終点を県庁市役所前から東北学院大学前[11]に変更（平日のみ停車）。電力ビル前バス停を廃止、広瀬通一番町の停車に変更。あわせて全便において村田町 - 蔵王町間の停留所間の相互利用が可能になる[12]。
- 2024年（令和6年）6月1日 - 平日を1日10往復から8往復に減便[13]。あわせて運賃を改定[14]。